# Sacvan Bercovitch
Pour les articles homonymes, voir Bercovitch.
Sacvan Bercovitch (4 octobre 1933 - 9 décembre 2014) est un universitaire américaniste canadien, spécialiste d'études culturelles.

## Biographie
Élevé à Montréal, il est le frère de la peintre Sylvia Ary, et ils ont tous deux fréquenté l'école secondaire Baron Byng.
Bercovitch est professeur de littérature américaine à Harvard de 1984 à 2001 et ses analyses ont une grande influence chez les études américaines[réf. nécessaire].

## Œuvres
- The American Jeremiad, 1978 : les Puritains du XVIIe-XVIIIe siècle ont développé une rhétorique - considérée par Bercovitch comme un précipité formel d’idéologie au sens wéberien - issus de sermons et transposés dans la vie publique et politique américaine jusqu’à aujourd'hui. Les valeurs principales véhiculées sont celle d'une mission, d'une promesse divine (contre les sermons européens de la même époque appelant à la repentance), celle de fonder la nouvelle Jérusalem. La méthode typologique où l'Ancien Testament n'est qu'une préfiguration du Nouveau testament y joue à plein pour  usurper le destin des Juifs et le transposer dans un destin américain. Le nom d’« Amérique » concentre cette magie religieuse et permet de se figurer la nation en train de se faire[2].

## Sources
- T. T. Zhou, « Puritan Jeremiad and  American Myth: Sacvan Bercovitch’s Study in the Puritan Rhetoric and Imagination », Studies in Literature and Language, 2014, 9(3), 112-115.